# 2차원 실수 특수선형군
2차원 실수 특수선형군(二次元實數特殊線型群, 영어: 2×2 real special linear group) {\displaystyle \operatorname {SL} (2;\mathbb {R} )}는 수학과 물리학에 자주 등장하는 3차원 리 군이다. 2×2 행렬군으로, 또는 실수 선형 분수 변환군으로, 또는 3차원 민코프스키 공간의 로런츠 군으로 여길 수 있다.

## 정의
다음과 같은 리 군들은 서로 동형이다.
- 2×2 실수 특수선형군 {\displaystyle \operatorname {SL} (2;\mathbb {R} )}
- 2×2 실수 심플렉틱 군 {\displaystyle \operatorname {Sp} (2;\mathbb {R} )}
- 부정부호 특수 유니터리 군 {\displaystyle \operatorname {SU} (1,1)}
- 분할 사원수 대수(영어: split-quaternion algebra) {\displaystyle \left(\bigwedge (i\mathbb {R} \oplus j\mathbb {R} \oplus k\mathbb {R} )\right)/(ij-k,jk+i,ki-j)}에서, 절댓값을 {\displaystyle |a+ib+jc+kd|^{2}=a^{2}+b^{2}-c^{2}-d^{2}}로 정의하면, 단위 분할 사원수들의 곱셈군
- 3차원 스핀 군 {\displaystyle \operatorname {Spin} ^{+}(2,1)}

다음과 같은 리 군들은 서로 동형이다.
- 2×2 실수 사영 특수선형군 {\displaystyle \operatorname {PSL} (2;\mathbb {R} )}. 이는 {\displaystyle \operatorname {SL} (2;\mathbb {R} )}에서, 중심 {\displaystyle \{\pm 1_{2\times 2}\}}에 대한 몫군이다.
- 복소수 단위 원판 {\displaystyle \mathbb {D} =\{z\in \mathbb {C} \colon |z|<1\}}의 등각 자기 동형군 {\displaystyle \operatorname {Aut} (\mathbb {D} )}
- 뫼비우스 변환 {\displaystyle \operatorname {PSL} (2;\mathbb {C} )} 가운데, 복소수 상반평면 {\displaystyle \mathbb {H} =\{z\in \mathbb {C} \colon \operatorname {Im} z>0\}}을 보존하는 부분군
- 실수 사영 직선 {\displaystyle \mathbb {RP} ^{1}=\mathbb {R} \cup \{\infty \}}의 방향 보존 사영 변환군
- 3차원 로런츠 군의 연결 성분 {\displaystyle \operatorname {SO} ^{+}(2,1)}

### 실수 사영 직선 위의 작용
{\displaystyle \operatorname {PSL} (2;\mathbb {R} )}는 실수 사영 직선 {\displaystyle \mathbb {RP} ^{1}=\mathbb {R} \cup \{\infty \}} 위에 다음과 같이 선형 분수 변환으로 작용한다.
{\displaystyle {\begin{pmatrix}a&b\\c&d\end{pmatrix}}\colon \mathbb {R} \cup \{\infty \}\to \mathbb {R} \cup \{\infty \}}
{\displaystyle {\begin{pmatrix}a&b\\c&d\end{pmatrix}}\colon x\mapsto {\frac {ax+b}{cx+d}}}

### 상반평면 위의 작용
{\displaystyle \operatorname {PSL} (2;\mathbb {R} )}는 복소수 상반평면 {\displaystyle \mathbb {H} =\{z\in \mathbb {C} \colon \operatorname {Im} z>0\}} 위에 다음과 같이 선형 분수 변환으로 작용한다.
{\displaystyle {\begin{pmatrix}a&b\\c&d\end{pmatrix}}\colon \mathbb {H} \to \mathbb {H} }
{\displaystyle {\begin{pmatrix}a&b\\c&d\end{pmatrix}}\colon z\mapsto {\frac {az+b}{cz+d}}}
이를 상반평면의 경계인 실수축에 국한하면, 실수 사영 직선 위의 작용을 얻는다.

### 딸림표현
{\displaystyle \operatorname {PSL} (2;\mathbb {R} )}는 3차원 리 군이며, 따라서 {\displaystyle \mathbb {R} ^{3}} 위에 딸림표현을 갖는다. 이는 구체적으로 다음과 같다.
{\displaystyle \operatorname {PSL} (2;\mathbb {R} )\hookrightarrow \operatorname {GL} (3;\mathbb {R} )}
{\displaystyle {\begin{pmatrix}a&b\\c&d\end{pmatrix}}\mapsto {\begin{pmatrix}a^{2}&2ac&c^{2}\\ab&ad+bc&cd\\b^{2}&2bd&d^{2}\end{pmatrix}}}
이는 단사 함수이다.
{\displaystyle \operatorname {PSL} (2;\mathbb {R} )}의 킬링 형식의 부호수는 (2,1)이며, 따라서 이는 {\displaystyle \operatorname {PSL} (2;\mathbb {R} )}와 로런츠 군 {\displaystyle \operatorname {SO} ^{+}(2,1)} 사이의 동형을 정의한다.

## 성질

### 켤레류
{\displaystyle \operatorname {SL} (2;\mathbb {R} )}의 임의의 원소 {\displaystyle M\in \operatorname {SL} (2;\mathbb {R} )}는 다음 원소들 가운데 정확히 하나와 켤레 원소이다.
- {\displaystyle |\operatorname {tr} M|<2}인 경우: {\displaystyle {\begin{pmatrix}\cos \theta &\sin \theta \\-\sin \theta &\cos \theta \end{pmatrix}}}, {\displaystyle \theta \in [0,2\pi )}. 이러한 경우를 타원형 원소(楕圓型元素, 영어: elliptic element)라고 한다.
- {\displaystyle \operatorname {tr} M=\pm 2}인 경우: {\displaystyle \pm {\begin{pmatrix}1&s\\0&1\end{pmatrix}}}, {\displaystyle s\in \{-1,0,+1\}}. 이러한 경우를 포물선형 원소(抛物線型元素, 영어: parabolic element)라고 한다.
- {\displaystyle \pm \operatorname {tr} M>2}인 경우: {\displaystyle \pm \operatorname {diag} (\exp(t),\exp(-t))},{\displaystyle t\in \mathbb {R} ^{+}}. 이러한 경우를 쌍곡선형 원소(雙曲線型元素, 영어: hyperbolic element)라고 한다.

### 대수학적 성질
{\displaystyle \operatorname {SL} (2;\mathbb {R} )}는 비가산 군이며, 아벨 군이 아니다.
{\displaystyle \operatorname {SL} (2;\mathbb {R} )}의 중심은 {\displaystyle \{\pm 1_{2\times 2}\}}이며, 이에 대한 몫군 {\displaystyle \operatorname {PSL} (2;\mathbb {R} )}는 단순군이다. {\displaystyle \operatorname {PSL} (2;\mathbb {R} )}의 이산 부분군은 푹스 군이라고 하며, 모듈러 군 {\displaystyle \operatorname {PSL} (2;\mathbb {Z} )}이 대표적인 예이다.
원군 {\displaystyle \operatorname {SO} (2)}는 {\displaystyle \operatorname {PSL} (2;\mathbb {R} )\cong \operatorname {SO} ^{+}(2,1)}의 극대 콤팩트 부분군이다. 마찬가지로, 이보다 두 겹 더 큰 원군은 {\displaystyle \operatorname {SL} (2;\mathbb {R} )}의 극대 콤팩트 부분군이다.

### 위상수학적 성질
{\displaystyle \operatorname {PSL} (2;\mathbb {R} )}와 {\displaystyle \operatorname {SL} (2;\mathbb {R} )}는 둘 다 연결 3차원 매끄러운 다양체이며, 콤팩트 공간이 아니다.
위상수학적으로, {\displaystyle \operatorname {PSL} (2;\mathbb {R} )}는 상반평면 {\displaystyle \mathbb {H} }의 접다발 {\displaystyle T\mathbb {H} } 속의 단위 벡터로 구성되는 원다발의 전체 공간과 위상동형이다. {\displaystyle \operatorname {SL} (2;\mathbb {R} )}는 이 원다발의 두 겹 피복 공간이며, 일종의 스피너 다발로 생각할 수 있다.
{\displaystyle \mathbb {H} }는 축약 가능 공간이며, 따라서 {\displaystyle \operatorname {PSL} (2;\mathbb {R} )}와 {\displaystyle \operatorname {SL} (2;\mathbb {R} )}는 원 {\displaystyle \mathbb {S} ^{1}}과 호모토피 동치이다. 즉, 그 호모토피 군은 다음과 같다.
{\displaystyle \pi _{n}(\operatorname {PSL} (2;\mathbb {R} )\cong \pi _{n}(\operatorname {SL} (2;\mathbb {R} ))\cong {\begin{cases}1&n\neq 1\\\mathbb {Z} &n=1\end{cases}}}
범피복 공간 {\displaystyle {\widetilde {\operatorname {SL} (2;\mathbb {R} )}}}에 왼쪽 곱셈 불변 리만 계량을 부여한다면, 이는 기하화 추측에 등장하는 8개의 기하 가운데 하나를 이룬다.

### 표현론

#### 유한 차원 표현
{\displaystyle \operatorname {SL} (2;\mathbb {R} )}의 유한 차원 표현론은 {\displaystyle \operatorname {SU} (2)}의 유한 차원 표현론과 동형이다. 즉, 각 음이 아닌 정수 {\displaystyle n=0,1,\dots }에 대하여 {\displaystyle 2n+1}차원 기약 표현이 존재한다. 이 표현들은 ({\displaystyle n=0}인 자명 표현을 제외하면) 모두 유니터리 표현이 아니다.

#### 무한 차원 표현
{\displaystyle \operatorname {SL} (2;\mathbb {R} )}의 무한 차원 표현론은 {\displaystyle \operatorname {SU} (2)}의 경우와 전혀 다르다. {\displaystyle \operatorname {SL} (2;\mathbb {R} )}의 무한 차원 기약 허용 표현(영어: admissible representation)은 완전히 분류되었고, 다음과 같다.
- 모든 0이 아닌 정수 {\displaystyle \mu \in \mathbb {Z} \setminus \{0\}}에 대하여, 이산열 표현(離散列表現, 영어: discrete series representation) {\displaystyle D_{\mu }}
- 이산열 표현의 극한 {\displaystyle D_{+0}}, {\displaystyle D_{-0}}
- 주열 표현(主列表現, 영어: principal series representation) {\displaystyle I_{\epsilon ,\mu }}, {\displaystyle \mu \in \mathbb {C} }, {\displaystyle \epsilon \in \{\pm 1\}}, {\displaystyle \epsilon \neq -(-1)^{\mu }}. {\displaystyle I_{\epsilon ,\mu }}는 {\displaystyle I_{\epsilon ,-\mu }}와 동형이다.

이들 가운데 유니터리 표현인 것은 다음과 같다.
- 모든 이산열 표현 {\displaystyle D_{\mu }} 및 극한 {\displaystyle D_{\pm 0}}
- 주열 표현 {\displaystyle I_{\pm ,i\mu }}, {\displaystyle \mu \in \mathbb {R} }
- 주열 표현 {\displaystyle I_{+,\mu }}, {\displaystyle 0<|\mu |<1}

## 참고 문헌
- Lang, Serge (1985). 《SL2(R)》. Graduate Texts in Mathematics (영어) 105 2판. Springer. doi:10.1007/978-1-4612-5142-2. ISBN 978-1-4612-9581-5. Zbl 0583.22001.
- Kisil, Vladimir V. (2007년 12월). “Starting with the group SL2(R)” (PDF). 《Notices of the American Mathematical Society》 (영어) 54 (11). Zbl 1137.22006.

## 같이 보기
- 뫼비우스 변환
- 모듈러 군
- 푹스 군
- 3차원 직교군